# Grace Church (Manhattan)

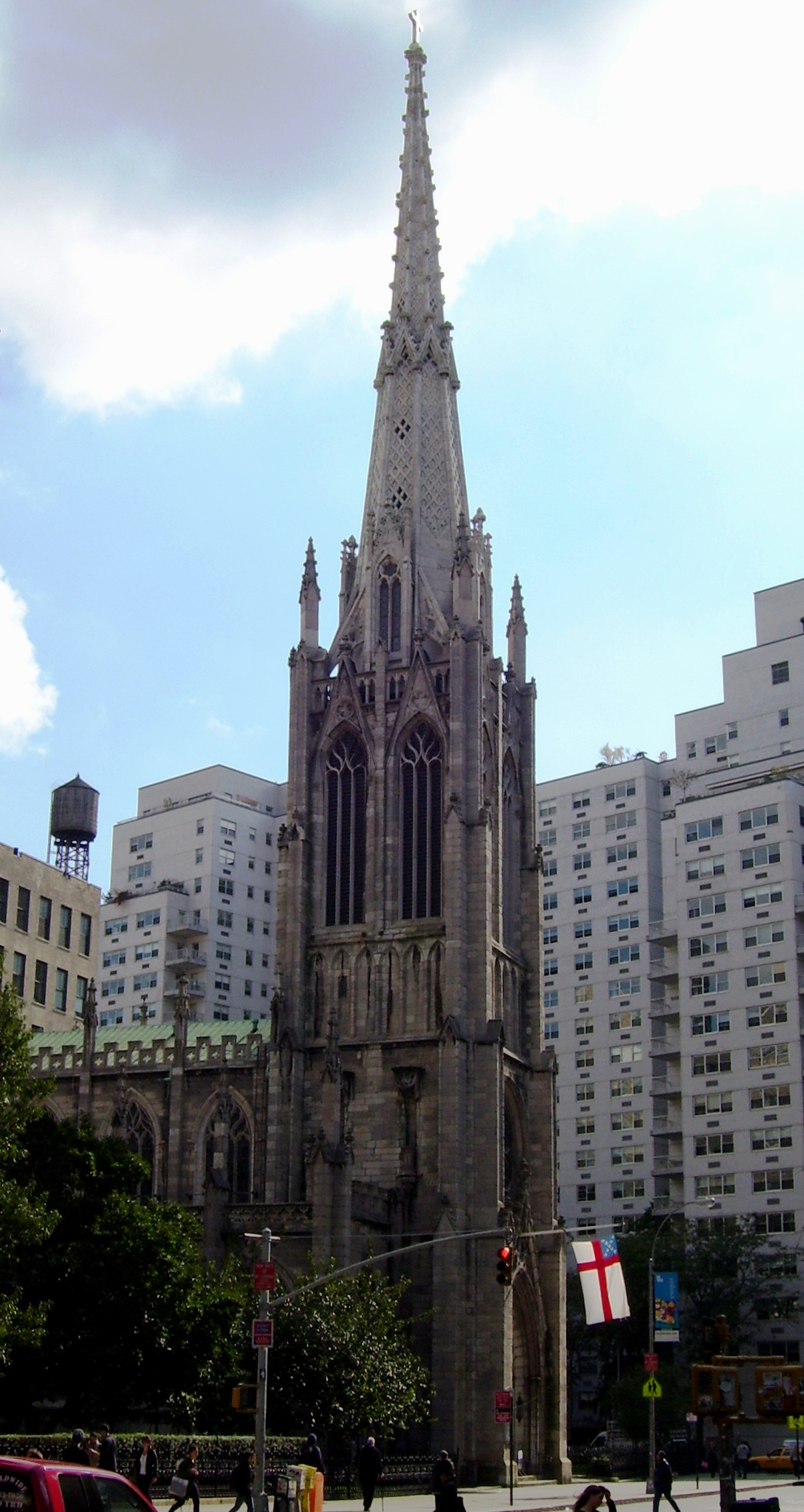
Nordseite der Grace Church

Die Grace Church ist eine anglikanische Pfarrkirche in Manhattan, New York City, die zur Episcopal Diocese of New York gehört. Die Kirche befindet sich am Broadway 800–804, an der zur Ecke East 10th Street. Kirchenschule und Kirchenhäuser, die heute von der Schule verwendet werden, stehen an der Fourth Avenue 86–98 zwischen der East 10th und der 12th Street.
Die Kirche ist ein Meisterwerk der frühen neugotischen Architektur, das einer der „größten Schätze der Stadt“ genannt wurde. Sie ist das erste große Gebäude des amerikanischen Architekten James Renwick Jr.; das Bauwerk wurde im Juni 1974 als Denkmal in das National Register of Historic Places eingetragen. Im Dezember 1977 erhielt es den Status eines  National Historic Landmarks. Ausschlaggebend dafür war die Bedeutung für die Architektur- und Sozialgeschichte New Yorks.

## Geschichte und Architektur

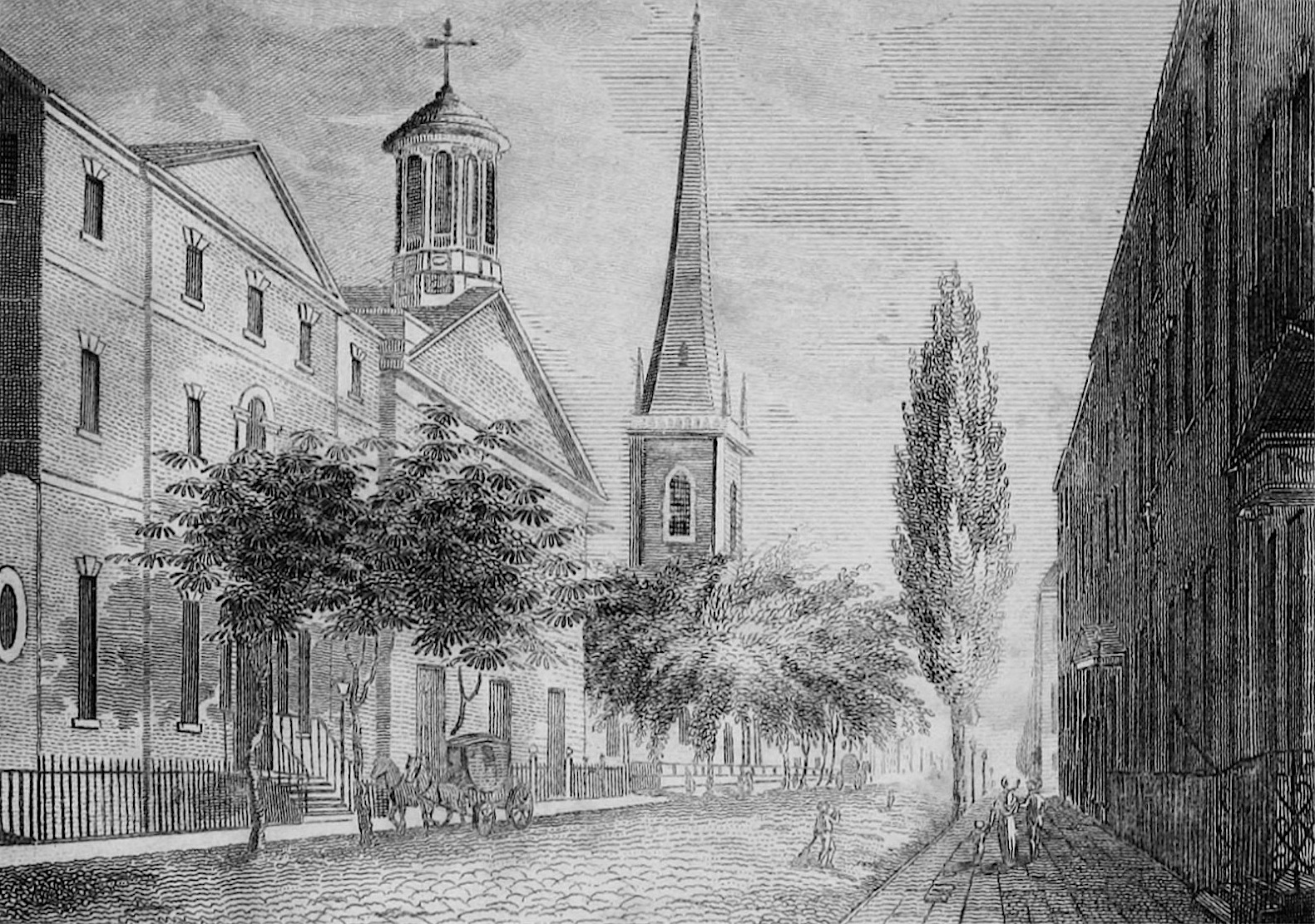
Die alte Grace Church, um 1820

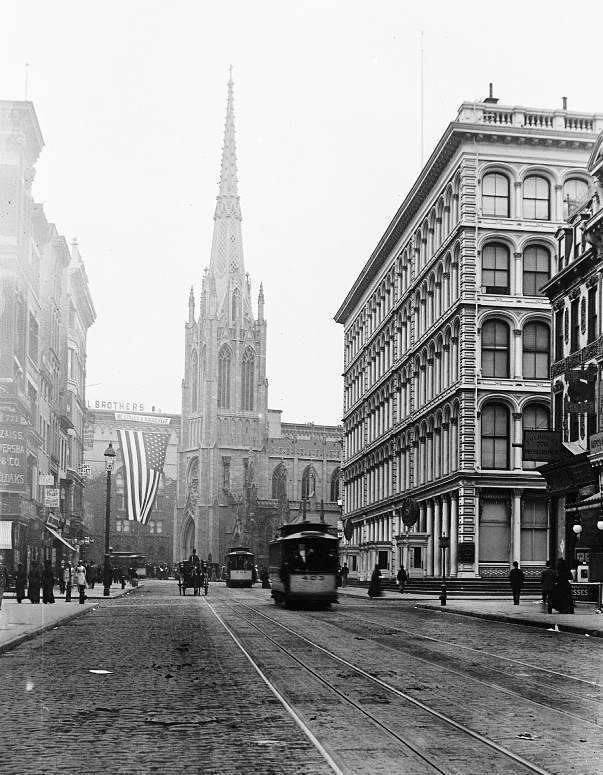
Grace Church, um 1900

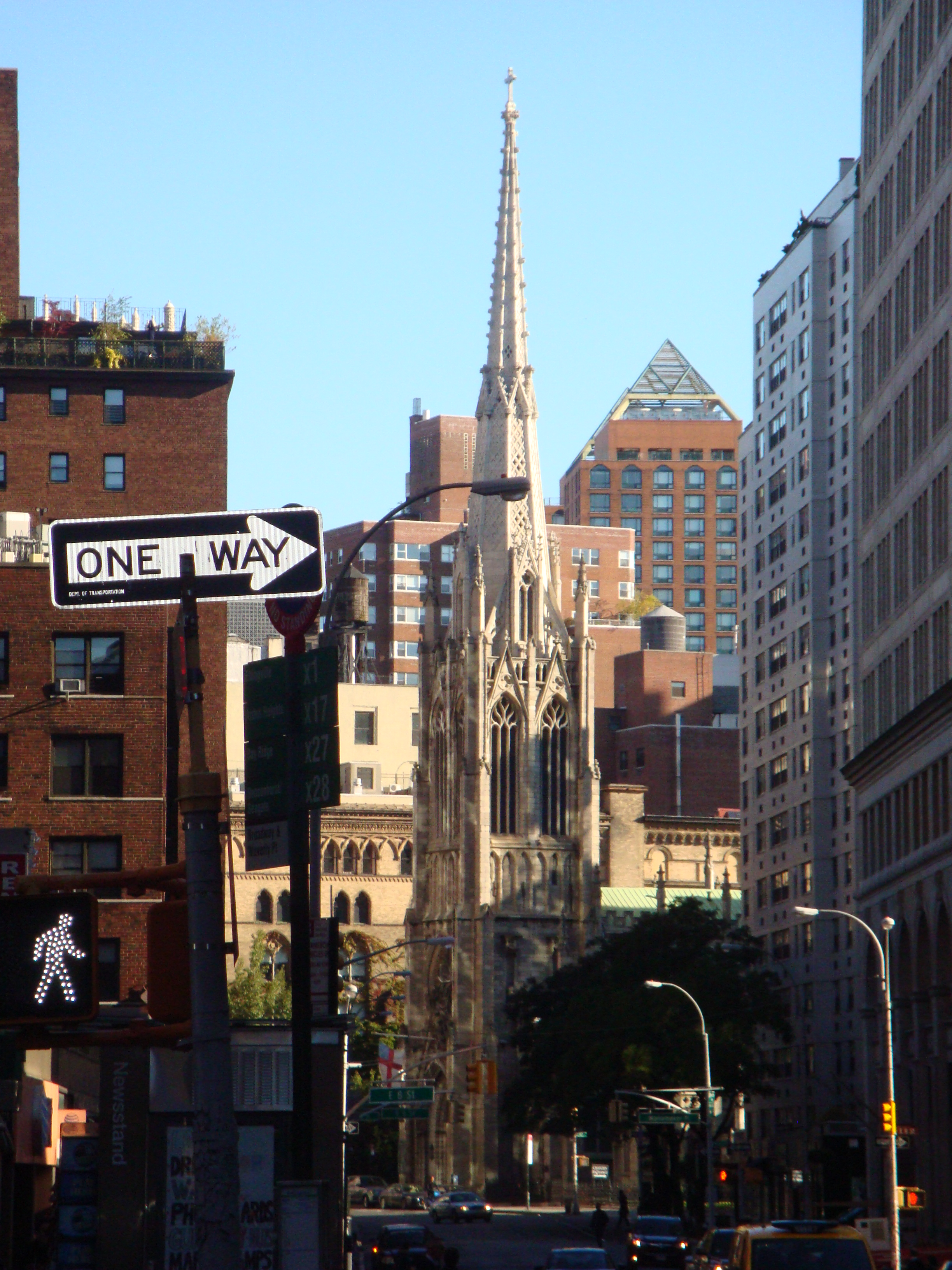
Grace Church, 2015

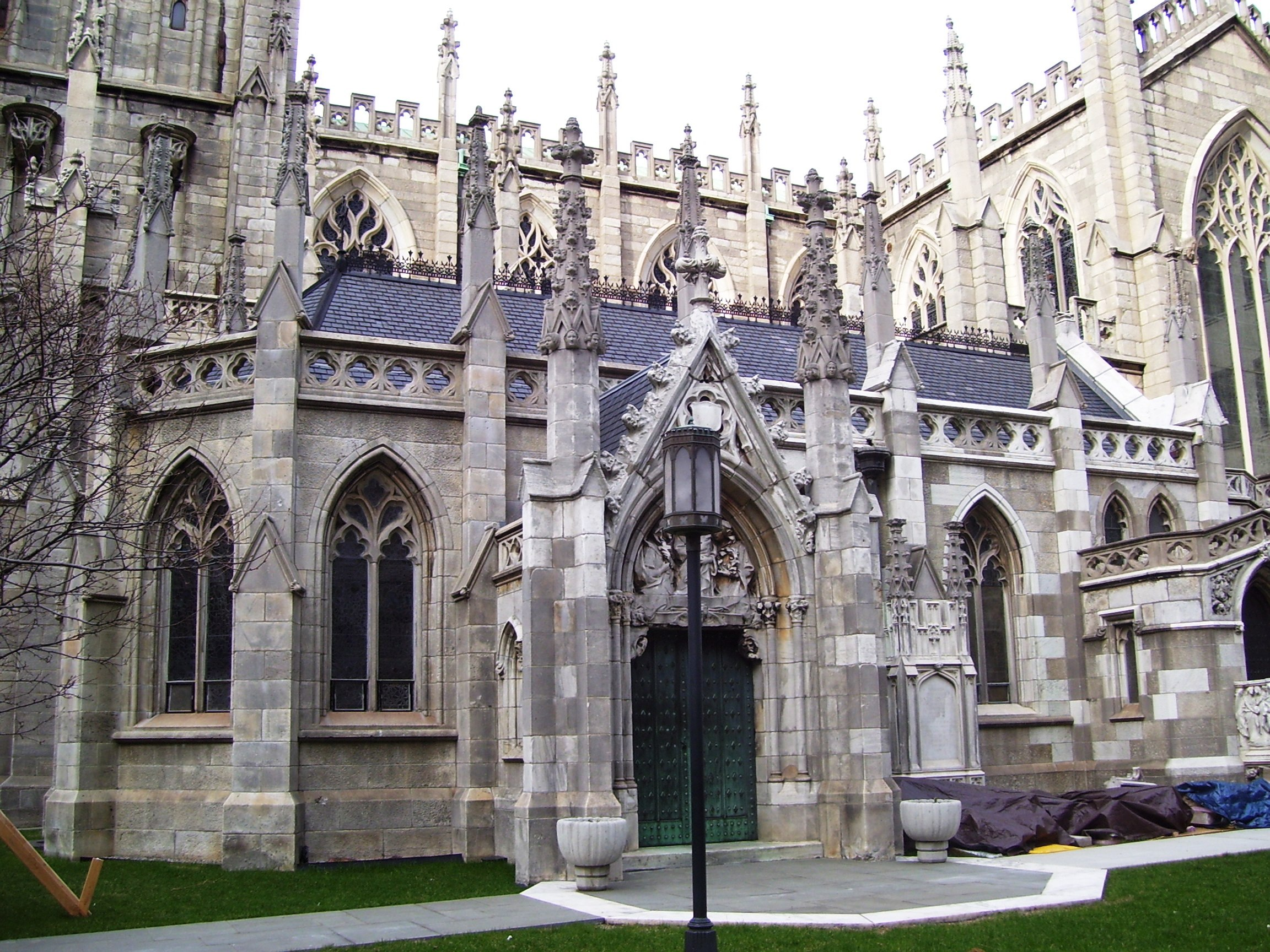
Kapelle der Grace Church

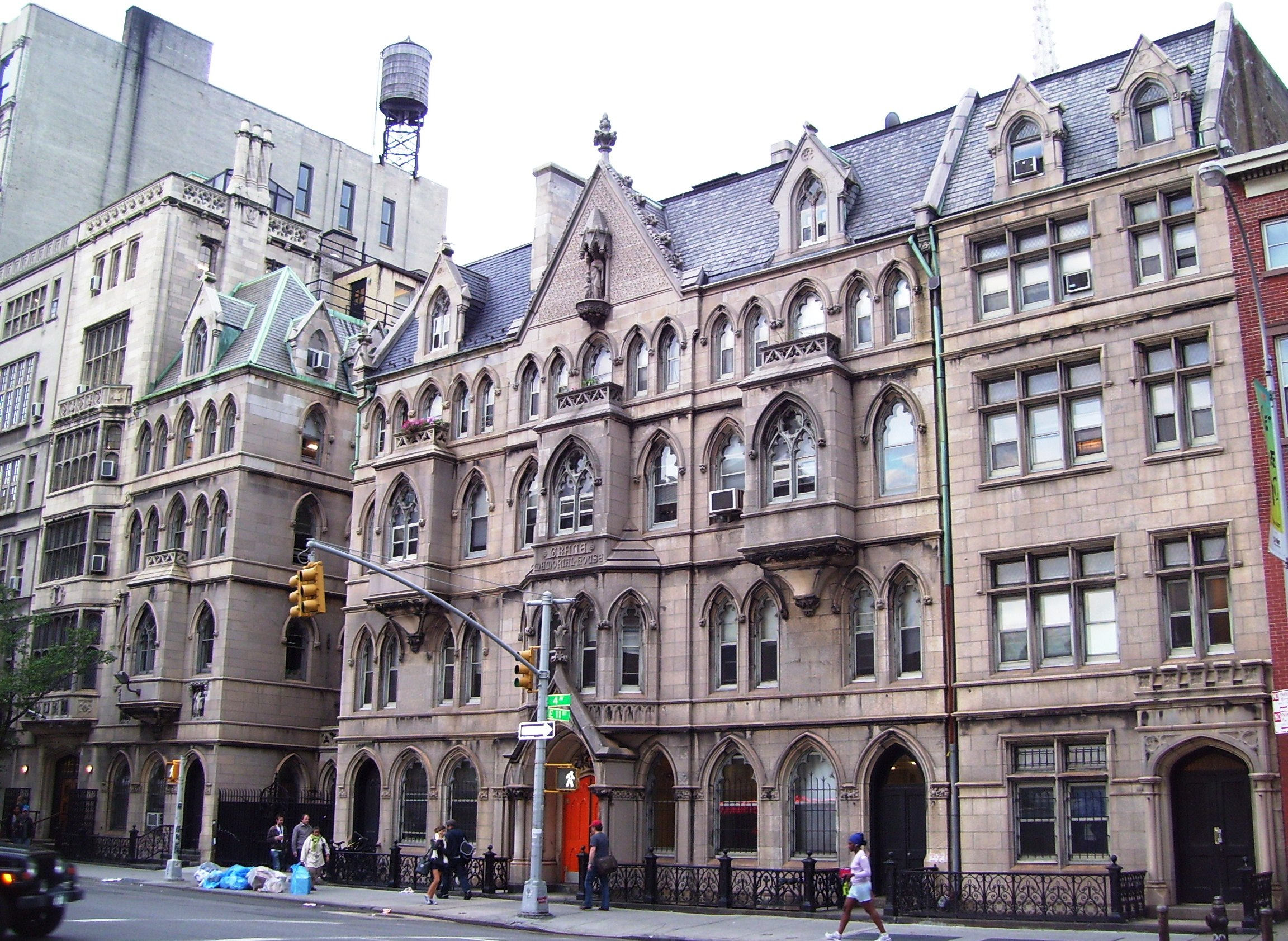
Kirchenhäuser an der Fourth Avenue

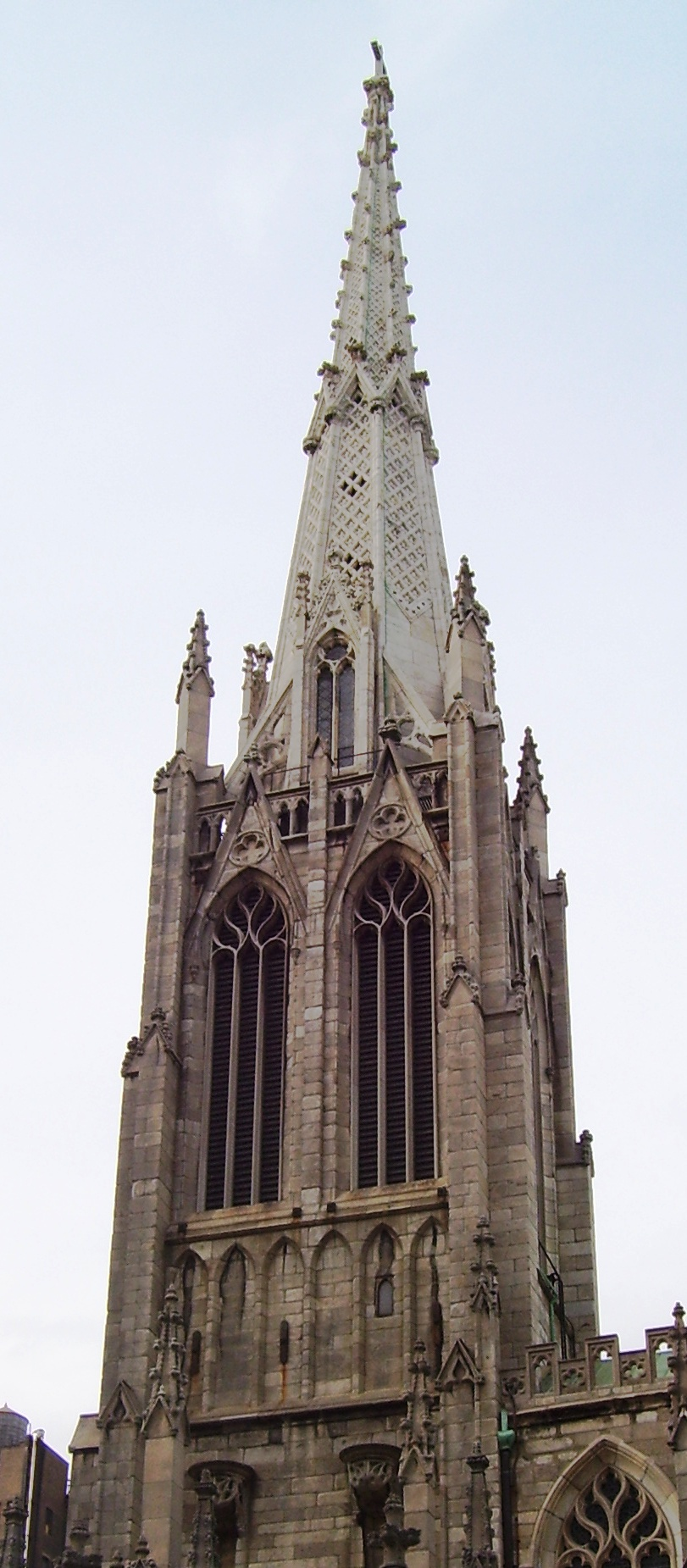
Marmor-Kirchturm, erbaut 1883

Die erste Kirche der Gemeinde 1808 am Broadway und der Rector Street gebaut. Da die Bevölkerung New Yorks sehr schnell wuchs, beschloss die Gemeinde, die Kirche in das Stadtzentrum zu verlegen. 1843 kaufte Henry Brevoort das Grundstück, auf dem sich das Gebäude heute befindet. Mit dem Bau beauftragt wurde der 23-jährige Architekt James Renwick Jr., ein Neffe Brevoorts, dessen einzige abgeschlossene Arbeit damals der Springbrunnen im Bowling Green Park war.
Der Grundstein für die neue Kirche wurde 1843 gelegt; drei Jahre später wurde sie geweiht. Grace Church ist ein Gebäude im neugotischen Stil aus Sing Sing Marmor. Gemeindeprotokolle aus dem Januar zeigen die Kosten für die neue Kirche. Die Einträge reichen von den Ausgaben für die Arbeiter aus dem Staatsgefängnis Sing Sing, die zur Bearbeitung der Steine eingestellt worden waren, bis zu den Stickereien auf dem Altartuch. Die Grace Church hatte ursprünglich einen Holzturm, aber unter der Leitung des Rektors Henry Codman Potter wurde er 1881 durch einen Marmorturm ersetzt, der ebenfalls von Renwick entworfen wurde. Der heutige Turm ist 70 m hoch. Das Innere der Kirche ist vorwiegend auf Putzmörtelträgern aufgebaut.
Das Ostfenster über dem Hochaltar wurde 1878 von der englischen Glasmanufaktur Clayton and Bell gefertigt und dominiert die Kirche und den Altarraum. Auf ihm befindet sich eine Szene, die die dritte Strophe des Te Deum veranschaulicht:
Dich preist der glorreiche Chor der Apostel;
dich der Propheten lobwürdige Zahl;
dich der Märtyrer leuchtendes Heer;
dich preist über das Erdenrund die heilige Kirche.
Die Figuren, die die Propheten, Apostel, Märtyrer und die ganze Welt repräsentieren, blicken zu Christus in der oberen Mitte auf.
Die anderen Fenster der Kirche sind von Henry Holiday. Die Altarwand ist aus französischem und italienischem Marmor und Pierre de Caen gemacht und wurde wie der Altar von Renwick persönlich entworfen. Den Auftrag dazu erhielten 1878 Ellin & Kitson. Die Wand zeigt die vier Evangelisten in Form von Mosaikfiguren, die sich neben dem auferstandenen Christus befinden, der den Missionsbefehl verkündet. Die Kirche wurde, nach der Vergrößerung des Altarraums um knapp 4,60 m, 1903 mit Chormöbeln ausgestattet. Auf dem Rasen vor Renwick’s Grace House (1880–1881), der den Altarraum mit seinem Pfarrhaus (1846–1847) verbindet, steht eine römische Terrakottaurne aus der Zeit des Kaisers Nero. Eine Restauration der Kirche wurde 1995 begonnen und kostete fast drei Millionen Dollar. Im Mittelpunkt der Restaurierung stand die zerbröckelnde Marmorfassade und der Schutz, als auch die Restaurierung der Glasfenster.

### Glocken
Die Grace Church hat bis heute 20 Glocken, die von 1873 bis 1925 den Weg in die Kirche fanden. Der mechanische Spielbetrieb wurde von Francis C. Huntington installiert. Die Durchmesser der Glocken reicht von knapp 41 cm bis zu 150 cm.

### Kapellen
Wie die Trinity Church und die First Presbyterian Church, gliederte die Grace Church Kirchengemeinden aus, indem sie an anderen Orten in der Stadt Kapellen baute. Die erste Kapelle wurde 1850 auf der Madison Avenue an der East 28th Street gebaut. Aus der Gemeinde bildete sich die Church of Incarnation, an die sich der Bau eines eigenen Altarraums und einer Kapelle anschloss. Letztere wurde zur Church of Atonement umbenannt und ist heute nicht mehr existent.
Grace Churchs zweite Kapelle stand an der East 14th Street 132 zwischen der Third und Fourth Avenue. Auch sie wurde von Renwick entworfen und 1861 gebaut, brannte jedoch 1872 nieder. Die nächste Kapelle wurde von Potter & Robinson entworfen und an der gleichen Stelle gebaut. Sie diente lange Zeit als Gemeindezentrum für die bedürftige Bevölkerung der Gegend und als Unterrichtsraum für Englischkurse und andere Bildungsangebote für Immigranten. Diese ist ebenfalls nicht mehr erhalten.
Zuletzt wurde eine Kapelle und ein Hospital an der East 14th Street 406 gebaut, zwischen der First Avenue und der Avenue A. Entworfen wurden beide Gebäude von Barney & Chapman. 1943 wurden sie geschlossen und an das katholische Erzbistum New York verkauft. Der Gebäudekomplex existiert heute noch und ist als Wahrzeichen der Stadt im National Register of Historic Places eingetragen.

### Grace Church School
Die Grace Church School, die sich heute in der Fourth Avenue 86 befindet und auch die Kirchenhäuser nördlich des Komplexes beherbergt, wurde 1894 eingerichtet und war der erste Ort, an dem Chorknaben eine formale Ausbildung für ihre Aufgaben erhalten konnten. Die Tagesschule wurde 1934 gegründet und bietet mittlerweile eine vollständige Sekundarbildung für Jungen und Mädchen bis zur zwölften Klasse an. Bereits 1947 wurde an der Grace Church School koedukativ unterrichtet, ebenso spielte die Zugehörigkeit zu einer bestimmten Religion bei einer Aufnahme von Schülern keine Rolle mehr.
Im Jahr 2006 wurde die Schule rechtlich eigenständig und unabhängig von der Kirche, sie besitzt die Gebäude 84–96 an den Fourth Avenue. Dort befindet sich auch das Clergy House, das Memorial House und das Neighborhood House.
Die High School der Grace Church School befindet sich am Cooper Square. Sie wurde 2011 eröffnet.

## Nutzung und Besonderheiten
Die Kirche hat eine lange Geschichte sozialer Hilfeleistungen gegenüber ihren Kirchengängern und der umliegenden Nachbarschaft. Es wird angenommen, dass die Grace Church im Renwick Memorial Haus an der Fourth Avenue die erste Kindertagesstätte in New York angeboten hat. Sie hat einen Sozialdienst sowie eine Unterkunft für obdachlose Menschen, die sich in einem der Gebäude an der Fourth Avenue befindet.
Die Kirche ist bekannt für ihren 1894 gegründeten Jungen und Männerchor und ihr reichhaltiges musikalisches Programm mit regelmäßigen Orgelkonzerten.